# 써니전자
써니전자는 수정진동자 및 응용제품을 제조 판매하는 코스피 상장 기업이다. 기업으로서의 인지도는 높지 못하나, 대표적인 정치테마주 중의 하나로 증시에서 유명세를 탄 종목이다.

## 개요
써니전자가 주력하는 수정진동자는 TV, 모니터, 음향기기, 휴대폰 등 각종 가전제품 및 통신기기에 사용되는 전자부품이다.

## 안철수 테마주
지속적인 나쁜 실적에도 불구하고 써니전자는 2012년 증권시장의 주목을 받은 바 있는데, 그 이유는 대표이사가 과거 안랩에 근무했었다는 이유로 소위 안철수 테마주에 묶였기 때문이다.
본래 400원 미만의 동전주였던 써니전자는 2012년 정치테마주의 광풍을 타고 10,000원 이상으로 급등했다. 이는 그 당시 급등한 정치테마주들 중 어떤 것도 근접하지 못한 기록이었다.

## 같이 보기
- 테마주
- 동전주
- 정치테마주
- 주식 투자

## 참고 문헌
- 주식시장이 도박판? '삼성전자 vs. 써니전자', 뉴스토마토, 2012.06.11